# Hockey op de Olympische Zomerspelen 2016
Hockey is een van de sporten die beoefend werden tijdens de Olympische Zomerspelen 2016 in Rio de Janeiro. De wedstrijden vonden plaats van 6 tot en met 19 augustus in het Centro Olímpico de Hóquei in Deodoro.
Zowel aan het mannentoernooi als het vrouwentoernooi namen twaalf landen deel. Elk team mocht uit maximaal zestien hockey(st)ers bestaan.
Via verschillende kwalificatietoernooien konden zich, zowel bij de mannen als vrouwen, elf landen kwalificeren. Als gastland was Brazilië automatisch geplaatst voor het mannentoernooi. De vrouwenploeg werd niet geplaatst omdat deze te laag op de wereldranglijst stond.

## Medailles

### Medaillewinnaars
| Onderdeel | Goud | Zilver | Brons |
| --------- | --- | --- | --- |
| Mannen    | Argentinië Juan Manuel Vivaldi Gonzalo Peillat Juan Ignacio Gilardi Facundo Callioni Lucas Rey Matías Paredes Joaquín Menini Lucas Vila Ignacio Ortiz Juan Martín López Juan Manuel Saladino Matías Rey Manuel Brunet Agustín Mazzilli Lucas Rossi Pedro Ibarra | België Gauthier Boccard Tom Boon Thomas Briels Cédric Charlier Tanguy Cosyns Félix Denayer Sebastien Dockier John-John Dohmen Simon Gougnard Loïck Luypaert Emmanuel Stockbroeckx Jérôme Truyens Florent van Aubel Arthur Van Doren Elliot Van Strydonck Vincent Vanasch | Duitsland Nicolas Jacobi Matthias Müller Linus Butt Martin Häner Moritz Trompertz Mats Grambusch Christopher Wesley Timm Herzbruch Tobias Hauke Tom Grambusch Christopher Rühr Martin Zwicker Moritz Fürste Florian Fuchs Timur Oruz Niklas Wellen                          |
| Vrouwen   | Groot-Brittannië Maddie Hinch Laura Unsworth Crista Cullen Hannah Macleod Georgie Twigg Helen Richardson-Walsh Susannah Townsend Kate Richardson-Walsh Sam Quek Alex Danson Giselle Ansley Sophie Bray Hollie Webb Shona McCallin Lily Owsley Nicola White      | Nederland Joyce Sombroek Xan de Waard Kitty van Male Laurien Leurink Willemijn Bos Marloes Keetels Carlien Dirkse van den Heuvel Kelly Jonker Maria Verschoor Lidewij Welten Caia van Maasakker Maartje Paumen Naomi van As Ellen Hoog Margot van Geffen Eva de Goede    | Duitsland Nike Lorenz Selin Oruz Anne Schröder Lisa Schütze Charlotte Stapenhorst Katharina Otte Janne Müller-Wieland Hannah Krüger Jana Teschke Lisa Altenburg Franzisca Hauke Cécile Pieper Marie Mävers Annika Sprink Julia Müller Pia-Sophie Oldhafer Kristina Reynolds |

### Medaillespiegel
| Plaats | Land             | NOC    | Goud | Zilver | Brons | Totaal |
| ------ | ---------------- | ------ | ---- | ------ | ----- | ------ |
| 1      | Argentinië       | ARG    | 1    | 0      | 0     | 1      |
| 1      | Groot-Brittannië | GRB    | 1    | 0      | 0     | 1      |
| 3      | België           | BEL    | 0    | 1      | 0     | 1      |
| 3      | Nederland        | NED    | 0    | 1      | 0     | 1      |
| 5      | Duitsland        | GER    | 0    | 0      | 2     | 2      |
| Totaal | Totaal           | Totaal | 2    | 2      | 2     | 6      |